# Liopagus simplex
Liopagus simplex is een hooiwagen uit de familie Sclerosomatidae.